# Material estratègic
El material estratègic és qualsevol tipus de primeres matèries que és important per a tenir una planificació estratègica individual o de les organitzacions, i per la gestió de la cadena de subministrament. La manca de subministrament de materials estratègics pot deixar a una organització o a un govern vulnerables a la interrupció de la fabricació de productes que requereixen aquests materials. També es pot referir a un grup o departament que gestiona aquests materials.
L'US Defense Logistic Agency proporciona material estratègic a l'exèrcit dels Estats Units d'Amèrica.

## A la producció
Els materials estratègics abasten un subconjunt de matèries primeres necessàries per a fabricar un producte. Els materials estratègics poden estar limitats en nombre o subjectes a l'escassetat. En aquest cas, el pla estratègic exigiria una cadena de subministrament alternativa, o materials alternatius en cas d'una ruptura en la cadena de subministrament habitual.